# Castanele sunt bune

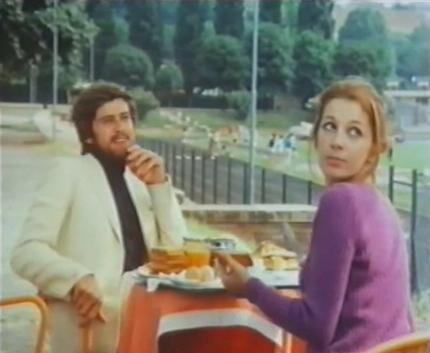
Gianni Morandi și Stefania Casini într-o scenă din film

Castanele sunt bune, grafiat la data lansării Castanele sînt bune, (titlul original: italiană Le castagne sono buone) este un film de comedie romantică italian, realizat în 1970 de regizorul Pietro Germi, protagoniști fiind actorii Gianni Morandi, Stefania Casini, Nicoletta Machiavelli și Franco Fabrizi.

## Rezumat
Luigi Vivarelli este un regizor de televiziune, afemeiat cinic și nepocăit. Într-o zi o întâlnește pe Carla Lotito, studentă la arhitectură și este imediat atrasă de ea. Dar Carla nu este ca celelalte femei, este cumpătată și crede în valorile pe care societatea modernă le consideră de modă veche...

## Distribuție
- Gianni Morandi – Luigi Vivarelli
- Stefania Casini – Carla Lotito
- Nicoletta Machiavelli – Teresa Lotito, sora Carlei
- Franco Fabrizi – Bernardi, pocheristul
- Gigi Reder –
- Memè Perlini – actorul preot
- Patricia Allison – mama lui Carla
- Stephan Zacharias – companionul doamnei Lotito
- Giuseppe Rinaldi – pocheristul cu ochelari
- Milla Sannoner – Giovanna
- Elisabetta Bramini –
- Cinzia Sperapani –
- Fortunato Cecilia –
- Annamaria De Mattia –
- Giancarlo Nanni –
- Corrado Solari –
- Pino Ferrara –
- Amedeo Trilli – actorul în vârstă
- Silla Bettini –